# Сеньория Трансйордания
Сеньория Трансйордания (Oultrejordain, „От другата страна на Йордан“) е държава на кръстоносците през 12 век в региона източно от река Йордан като западна граница, наричан през древността Идумея и Моав. Трансйордания била най-голямото и важно господство Съществува до 1189 г.

## История
Балдуин I, кралят на Йерусалимското кралство (1100 – 1118) напада територията през 1100, 1107 и 1112 г. и през 1115 г. строи замъка Монреал, който става център на господството. През 1118 г. той дава регионът на своя френски рицар Роман дьо Пюи, който е свален през 1134 г. след като въстава против новия крал Фулк, и е поставен бътлера Пайен Мили. През 1142 г. той построява по-силния замък Керак, който става новият център на господството. След неговата смърт през 1147 г. го последва неговият племенник Мориц († 1161). След неговата смърт Трансйордания отива обратно на короната. През 1161 г. Балдуин III дава Трансйордания на Филип дьо Мили, който дава на краля затова обратно своето господство Наблус. След неговата смърт през 1167 г. дъщеря му Стефани дьо Мили наследява господството, което е управлявано от нейните три съпрузи. Последният от тях, Рено дьо Шатийон чрез враждебното му отношение към мюсюлманите е отчасти отговорен за инвазията на Саладин. Саладин отсича собственоръчно главата на Рено след Битката за Хатин 1187 г. Саладин завладява територията през 1187 г. Силните замъци Керак и Монреал падат след дълга обсада едва през 1189 г.

## Феодали
Господарите на Трансйордания са васали на краля на Йерусалимското кралство.
- Роман дьо Пюи (1118 – 1134)
- Пайен Мили (1134–1147)
- Мориц дьо Монреал (1147–?1161)
- Филип дьо Мили (1161–1168)
- Стефани дьо Мили (1168–1197), титулярна господарка от 1189 г.
  - ∞ Онфруа III дьо Торон (1168 – 1173)
  - ∞ Мил дьо Планси (1173–1174)
  - ∞ Рено дьо Шатийон (1176–1187)